# Герхард II фон Зайн
Герхард II фон Зайн (на немски: Gerhard II von Sayn; * 1417; † януари 1493) е граф на Зайн.
Той е вторият син на граф Герхард I фон Зайн († 1419) и втората му съпруга Анна фон Золмс-Браунфелс († 1433), дъщеря на граф Ото I фон Золмс-Браунфелс и Агнес фон Фалкенщайн в Мюнценберг.
Майка му се омъжва втори път на 14 декември 1423 г. за Йохан II фон Хайнсберг, херцог на Юлих († 1438). По-големият му брат е граф Дитрих фон Сайн (1415 – 1452).

## Фамилия
Герхард II се жени 1453 г. за Елизабет фон Зирк (* 6 март 1435; † 20 юли 1489), дъщеря на Арнолд VII фон Зирк († 1443) и Ева фон Даун († сл. 1485), дъщеря на вилд- и Рейнграф Йохан III фон Даун († 1428). Те имат 16 деца:
- Герхард III (* 1454, † 1506), от 1493 г. граф на Сайн, женен ок. 1493 г. за Йохана фон Вид († 1529)
- Ева (* 1455, † 1525), омъжена ок. 1457 г. за граф Хайнрих IV фон Насау-Байлщайн († 1499)
- Хайнрих (* 1456)
- Анна (* 1457)
- Йохан (* 1459)
- Хайнрих (* 1460)
- Регина (* 1461, † 1495), омъжена 1480 г. за граф Петер фон Залм-Райфершайт († 1505)
- Себастиан I (* 1464, † 1498), от 1506 г. граф на Сайн, женен ок. 1482 за Мария фон Лимбург († 1525)
- Лудвиг (* 1466)
- Еразмус (* 1467)
- Зимерия, (* 1469, † 1499), омъжена 1485 г. за граф Райнхард I фон Лайнинген-Вестербург († 1522)
- София (* 1471, † 1508), омъжена ок. 1499 г. за граф Адам фон Байхлинген († 1538)
- Роза (* 1472)
- Виктория (* 1474)
- Херман (* 1478)
- Волфганг (* 1481)